# Valeri Domovčijski
Valeri Domovčijski (in bulgaro Валери Домовчийски?; Plovdiv, 23 aprile 1986) è un calciatore bulgaro, attaccante del Marica Plovdiv.

## Palmarès

### Club

#### Competizioni nazionali
- Coppa di Bulgaria: 2

Levski Sofia: 2004-2005, 2006-2007
- Supercoppa di Bulgaria:

Levski Sofia: 2005, 2007
- Campionato bulgaro: 2

Levski Sofia: 2005-2006, 2006-2007